# Museos Gadagne
Los Museos Gadagne son un complejo museístico de Lyon (Francia) situado en el Hôtel des Pierrevive, comúnmente conocido como «Hôtel de Gadagne», en el barrio de Saint-Jean, uno de los tres barrios que forman el Vieux Lyon, este conjunto incluye dos museos, uno dedicado a la historia de Lyon (MHL - Musée d'histoire de Lyon) y el otro a las marionetas (MAM - Musée des arts de la marionnette). Tras la constatación de su obsolescencia, el museo cerró en 1998 para someterse a más de diez años de renovación y ampliación. Está abierto desde el 12 de junio de 2009. 

## El hotel

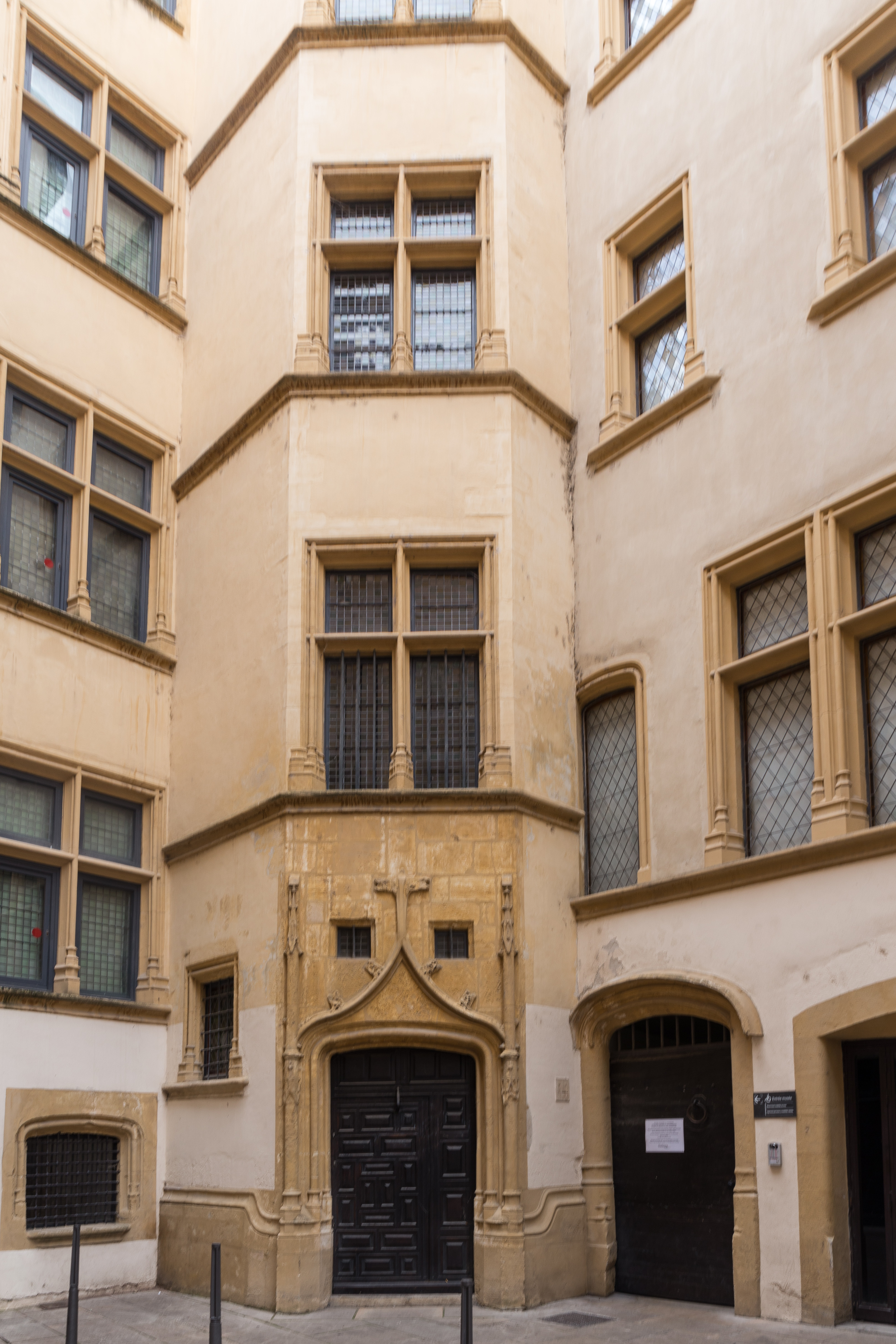
Entrada de la 12 rue de Gadagne.

El museo se encuentra en el Hôtel de Gadagne, un hôtel particulier construido a principios del siglo XVI por los hermanos Pierrevive y alquilado por el comerciante-banquero Thomas II de Gadagne desde 1538. Comprado en 1545 por sus hijos, Guillaume y Thomas III, el edificio fue inmediatamente rediseñado. El desencuentro entre los dos hermanos fue tal que cada uno ocupó uno de los dos edificios principales del hotel, lo que no les impidió llevar una gran vida y dar muchas fiestas suntuosas. Fueron propietarios del edificio hasta 1581. 
Los Gadagne (o Guadagni) fueron una rica familia de origen florentino, presente en Lyon desde principios del siglo XV.. Su colosal fortuna, fruto del comercio y del banco de Gadagne, inspiró un dicho en Lyon, «rico como Gadagne». En efecto, Tomás I de Gadagne, tío abuelo de Guillaume y Tomás III, era con mucho el hombre más rico de Lyon, prestando ampliamente a varios reyes de Francia y financiando una expedición al Nuevo Mundo. Ofreció a Luisa de Saboya una parte del rescate que permitiría liberar al rey Francisco I, prisionero en Italia tras la batalla de Pavía en 1525.
En el siglo XVIII, el hotel fue dividido en pequeñas viviendas y solo debe su salvación a su compra parcial por la ciudad de Lyon en 1902. En la actualidad, se accede a la puerta por una rampa coronada por un primer cuerpo de edificios. A continuación se accede a un majestuoso patio de grandes dimensiones, adornado con un pozo, flanqueado en su parte inferior por una galería de pasillos superpuestos que permiten la circulación entre los dos edificios de cada planta.

## Los museos
El edificio está clasificado como monumento histórico desde 1920. Fue adquirido por etapas por la ciudad de Lyon entre 1902 y 1941.
El 19 de enero de 1998, el Ayuntamiento de Lyon decidió emprender importantes obras de ampliación y renovación, que comenzaron ese mismo año. El Museo Gadagne permaneció abierto al público hasta julio de 2003. Tras diez años de trabajo y una importante campaña de excavación arqueológica, el museo reabrió parcialmente en abril de 2007, (salas de exposición temporales) y luego completamente en junio de 2009.

### Museo de Historia de Lyon

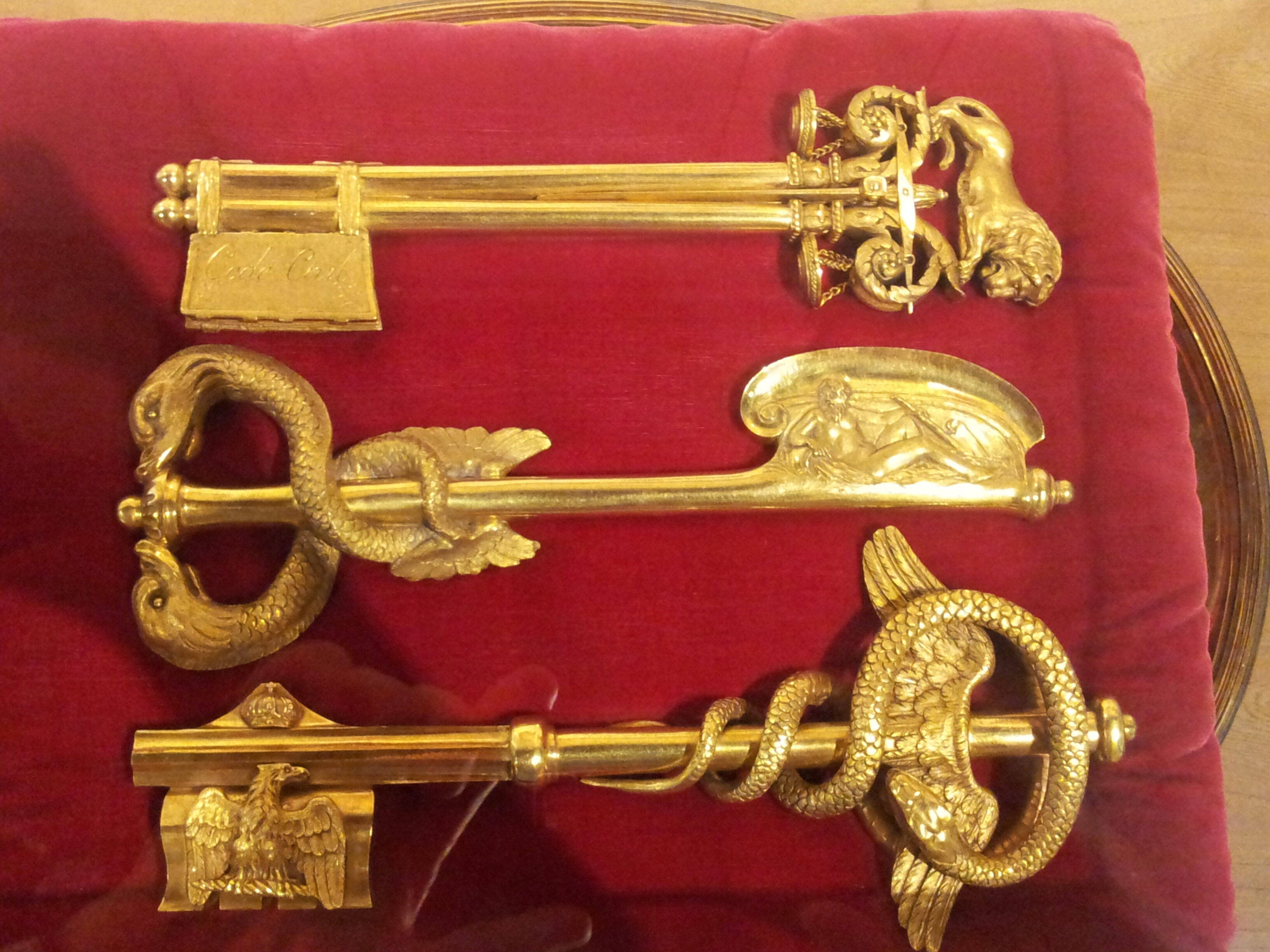
Llaves de la ciudad de Lyon.

Desde 1921, el Hôtel de Gadagne alberga el Museo histórico de la ciudad de Lyon. Alberga las colecciones que hasta 1857 se encontraban en el Ayuntamiento de Lyon. La historia de la ciudad se presenta cronológicamente, desde la Antigüedad hasta la actualidad, en 30 salas en las que se presentan objetos, planos, grabados y documentos testigos de las distintas épocas.

### Museo de las artes de las marionetas

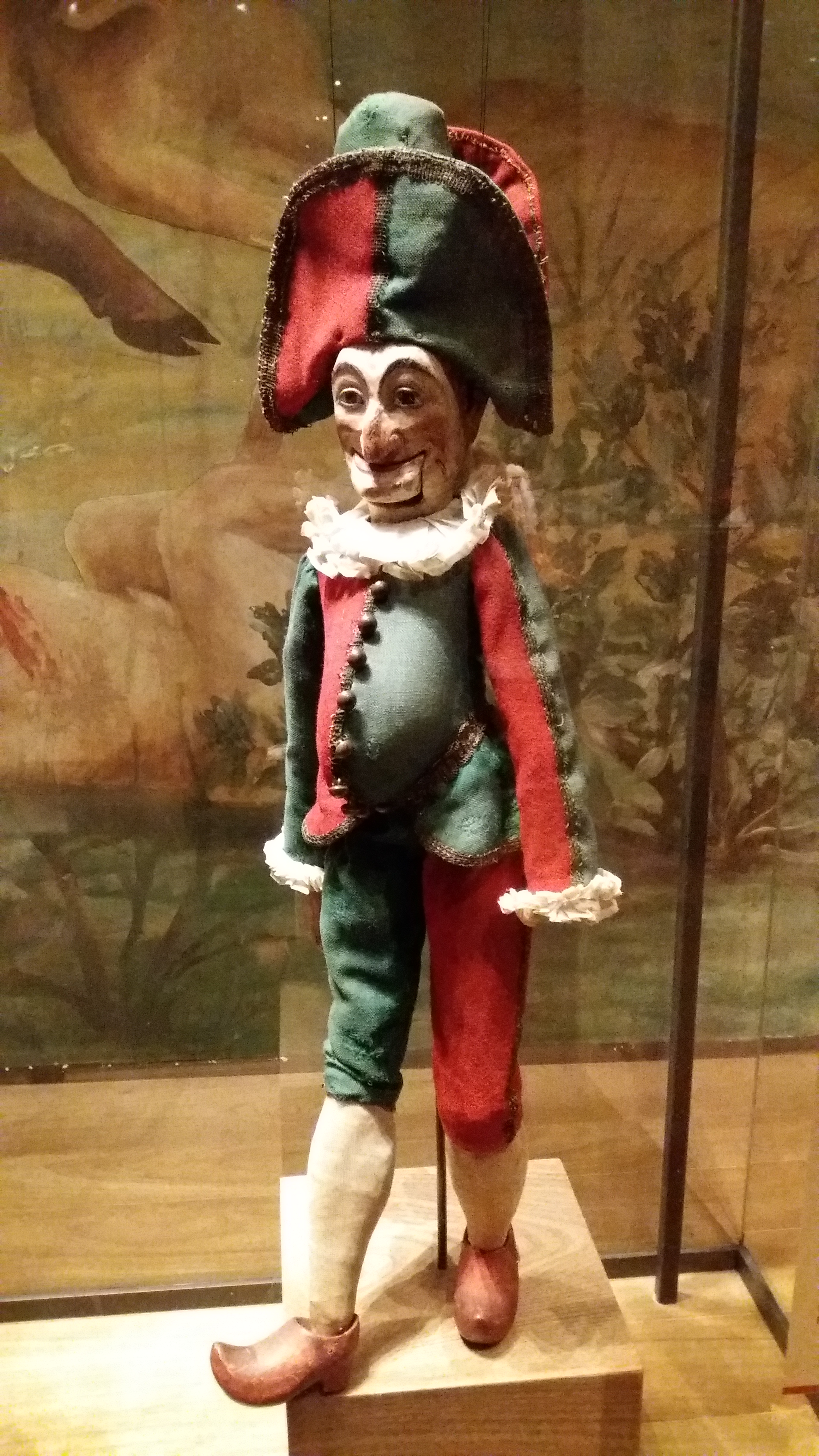
Marioneta de hilo de Polichinela.

Desde 1950, el museo de las artes de las marionetas, organizado en torno a la marioneta original de guiñol, está instalado en el Hôtel de Gadagne. La visita de las colecciones de marionetas era antiguamente parte integrante del museo de historia de Lyon. Tras las obras de renovación de 2000, estas colecciones están agrupadas en un espacio museístico independiente.
En abril de 2017, se renovaron las tres primeras salas del recorrido y el museo pasó a llamarse Museo de las artes de las marionetas. Las siguientes seis salas siguen en el orden clásico, pero estaba previsto que se reformaran en 2019.

## Asistencia
| 2001   | 2002   | 2003   | 2004 | 2005   | 2006   | 2007   | 2008   | 2009   | 2010   | 2011   | 2012    | 2013    | 2014    | 2015   | 2016   |
| ------ | ------ | ------ | ---- | ------ | ------ | ------ | ------ | ------ | ------ | ------ | ------- | ------- | ------- | ------ | ------ |
| 34 493 | 35 425 | 19 871 | 9932 | 11 289 | 10 832 | 20 975 | 24 107 | 69 587 | 97 000 | 95 291 | 108 598 | 105 133 | 100 299 | 71 716 | 79 449 |

El descenso de la frecuentación de los museos en 2013 con respecto a 2012 está relacionado con el menor interés de los visitantes por la exposición ¡Lyon, centro del mundo! que por las exposiciones anteriores, especialmente Gourmandise et le XVIIIe siècle.

## Accesibilidad
- La estación de metro Vieux Lyon - Cathédrale Saint-Jean da servicio a este lugar.
- También se puede acceder a los Museos Gadagne en autobús: Autobús modo C Línea C3 Línea C14 Autobús TCL Línea 19 Línea 31 Línea 40
- Vélo'V: estaciones de Saint-Paul, place Fousseret y rue de la Baleine
- Acceso para personas con movilidad reducida: 14 rue de Gadagne
- Aparcamiento para autocares: quai Romain-Rolland